# Sandi Morris
Sandi Morris (Downers Grove, 8 juli 1992) is een Amerikaans atlete, gespecialiseerd in polsstokhoogspringen. Ze werd Amerikaans indoorkampioene in deze discipline. Ook nam zij eenmaal deel aan de Olympische Spelen en won bij die gelegenheid een medaille. Sinds september 2016 is zij tevens in het bezit van het Amerikaanse outdoorrecord. Met een - tijdens de Memorial Van Damme bereikte - hoogte van 5,00 m is zij na Jelena Isinbajeva de tweede vrouw ter wereld die outdoor de vijf-metergrens heeft overschreden.

## Carrière

### Eerste successen
Het eerste internationale wapenfeit van Morris was haar zilveren medaille bij het polsstokhoogspringen op de Pan-Amerikaanse jeugdkampioenschappen van 2011 in Miramar, Florida.
Drie jaar later veroverde zij tijdens de NACAC-kampioenschappen voor atleten tot 23 jaar de titel met 4,40, een kampioenschapsrecord. Het jaar daarop volgde haar internationale debuut op wereldniveau, bij de wereldkampioenschappen van 2015 in Peking, waar zij met 4,70 m als vierde en dus net buiten het podium eindigde.

### Olympisch zilver in Rio
Al vroeg in 2016 liet Sandi Morris zien, dat zij in een uitstekende vorm verkeerde. Op 13 maart 2016 veroverde zij de Amerikaanse indoortitel met een sprong over 4,95, de op twee na beste indoorprestatie ooit. Zij liet hiermee Jennifer Suhr haar hielen zien, die tweede werd met 4,90. Die haalde een week later op de wereldindoorkampioenschappen in Portland haar gram door met opnieuw een sprong over 4,90 de titel te veroveren, terwijl Morris ditmaal op 4,85 bleef steken en dus met het zilver genoegen moest nemen.
Op 6 mei 2016 boekte ze in Doha haar eerste overwinning bij de Qatar Athletic Super Grand Prix, een wedstrijd in het kader van de IAAF Diamond League competitie. Tijdens het hoogtepunt van dat jaar, de Olympische Spelen van 2016 in Rio de Janeiro, won ze vervolgens met 4,85 een zilveren medaille. De Griekse Ekaterini Stefanidi won de wedstrijd met dezelfde sprong over dezelfde hoogte, maar had hiervoor minder foutsprongen nodig. Morris eindigde het seizoen ten slotte door tijdens de Memorial Van Damme over 5,00 te springen. Hiermee werd zij na Jelena Isinbajeva de tweede atlete in de geschiedenis, die deze hoogte wist te overbruggen.
Morris studeerde aan de Universiteit van Arkansas.

## Titels
- Wereldindoorkampioene polsstokhoogspringen - 2018
- Amerikaans kampioene polsstokhoogspringen - 2017, 2018, 2019
- Amerikaans indoorkampioene polsstokhoogspringen - 2016, 2017
- NCAA-indoorkampioene polsstokhoogspringen - 2015
- NACAC U23 kampioene polsstokhoogspringen - 2014

## Persoonlijke records
| Onderdeel                      | Hoogte      | Datum            | Plaats   |
| ------------------------------ | ----------- | ---------------- | -------- |
| Polsstokhoogspringen (outdoor) | 5,00 m (NR) | 9 september 2016 | Brussel  |
| Polsstokhoogspringen (indoor)  | 4,95 m      | 12 maart 2016    | Portland |

## Palmares

### Polsstokhoogspringen
Kampioenschappen + overig
- 2011:  Pan Amerikaanse jeugdkamp. - 4,05 m
- 2014: 4e Amerikaanse indoorkamp. - 4,51 m
- 2014:  NACAC U23 kamp. - 4,40 m
- 2014: 4e NCAA-kamp. - 4,35 m
- 2014:  Amerikaanse kamp. - 4,55 m
- 2015:  NCAA-indoorkamp. - 4,60 m
- 2015:  NCAA-kamp. - 4,65 m
- 2015:  Amerikaanse kamp. - 4,65 m
- 2015: 4e WK - 4,70 m
- 2016:  Amerikaanse indoorkamp. - 4,95 m
- 2016:  WK indoor - 4,85 m
- 2016:  USA Olympic Trials - 4,75 m
- 2016:  OS - 4,85 m
- 2017:  Amerikaanse indoorkamp. - 4,70 m
- 2017:  FBK Games - 4,65 m
- 2017:  Amerikaanse kamp. - 4,80 m
- 2017:  WK - 4,75 m
- 2018:  Amerikaanse indoorkamp. - 4,86 m
- 2018:  WK indoor - 4,95 m (CR)
- 2018:  Amerikaanse kamp. - 4,86 m
- 2019:  Amerikaanse kamp. - 4,85 m
- 2019:  WK - 4,90 m

Diamond League-overwinningen
- 2016: Qatar Athletic Super Grand Prix - 4,83 m
- 2016: Memorial Van Damme - 5,00 m (NR)